# Radul
Radul (ukr. Радуль) – osiedle typu miejskiego na Ukrainie, w obwodzie czernihowskim, w rejonie czernihowskim, w hromadzie Ripky. W 2001 liczyło 791 mieszkańców, spośród których 131 wskazało jako ojczysty język ukraiński, 655 rosyjski, a 5 białoruski.